# أحمد آل خطاب
أحمد سليمان داود آل خطاب (1942 – 9 مايو 2021)، سياسي أردني، شغل منصب وزير الزراعة في عدد من الحكومات الأردنية.

## نشأته وتحصيله العلمي
وُلد أحمد سليمان داود آل خطاب في مدينة معان الأردنية عام 1942. حصل عام 1962 على الدبلوم في الزراعة من معهد خضوري في مدينة طولكرم الفلسطينية، وعلى البكالوريس في الزراعة.

## حياته العملية
- رئيس جمعية «نادي خريجي خضوري طولكرم».[5][6][7][8]
- رئيس الاتحاد التعاوني الإقليمي سابقًا.[9]
- مدير مديرية زراعة معان سابقًا.[9]
- مدير سكة حديد العقبة سابقًا.[9]
- رئيس اتحاد المنظمات التعاونية في معان سابقًا.[9]

## مناصبه
- نائب في مجلس النواب الأردني الثالث عشر.[10]
- عضو مجلس الأمة الأردني.
- وزير الزراعة الأردني في حكومة عون الخصاونة.[11]
- وزير الزراعة الأردني في حكومة فايز الطراونة الثانية.[12]
- وزير الزراعة الأردني في حكومة عبد الله النسور الأولى.[13]

## تكريمه
في عام 2013، وعام 2018؛ كرمته جامعة فلسطين التقنية (خضوري) كونه من الرواد الأوائل من خريجيها.